# 후리쿠사촌
후리쿠사촌(振草村)은 아이치현 기타시타라군에 설치되었던 촌이다. 현재의 시타라정 동부·도에이정 서북부에 해당한다.